# Sorosita
La sorosita és un mineral de la classe dels elements natius que rep el seu nom de George Soros (nascut el 1930), emprenedor financer, inversionista i activista polític, d'origen hongarès, en reconeixement del seu important suport a la ciència.

## Característiques
La sorosita és un aliatge de fórmula química Cu1+x(Sn,Sb), on 0,1 ≤ x ≤ 0,2. Va ser aprovada per l'IMA com a espècie vàlida l'any 1994. Cristal·litza en el sistema hexagonal, en forma d'inclusions hexagonals o anedrals en estany natiu, de fins a 0,4 mil·límetres. La seva duresa a l'escala de Mohs es troba entre 5 i 5,5.
Segons la classificació de Nickel-Strunz, la sorosita pertany a «01.AC - Metalls i aliatges de metalls, família indi-estany» juntament amb els següents minerals: indi, estany, eta-bronze i yuanjiangita, així com d'una altra espècie encara sense nom definitiu.

## Formació i jaciments
És molt rara. Es pot trobar en placers d'or i elements del grup del platí, probablement derivada de complexos del tipus d'Alaska, format sota condicions de reducció de baix contingut de sofre. Sol trobar-se associada a altres minerals com: estany, stistaïta, herzenbergita, cassiterita o plom. Va ser descoberta al placer de Baimka, a la serralada Aluchinskii, a la conca del riu Bol'shoi Anyui (Txukotka, Rússia). També se n'ha trobat a Gland (Suïssa), al riu Tamaña (Colòmbia), al districte del riu Arthur (Austràlia) i al monticle Mir (Oceà Atlàntic).